# 1883
1883 (MDCCCLXXXIII) a fost un an obișnuit al calendarului gregorian, care a început într-o zi de luni.

## Evenimente

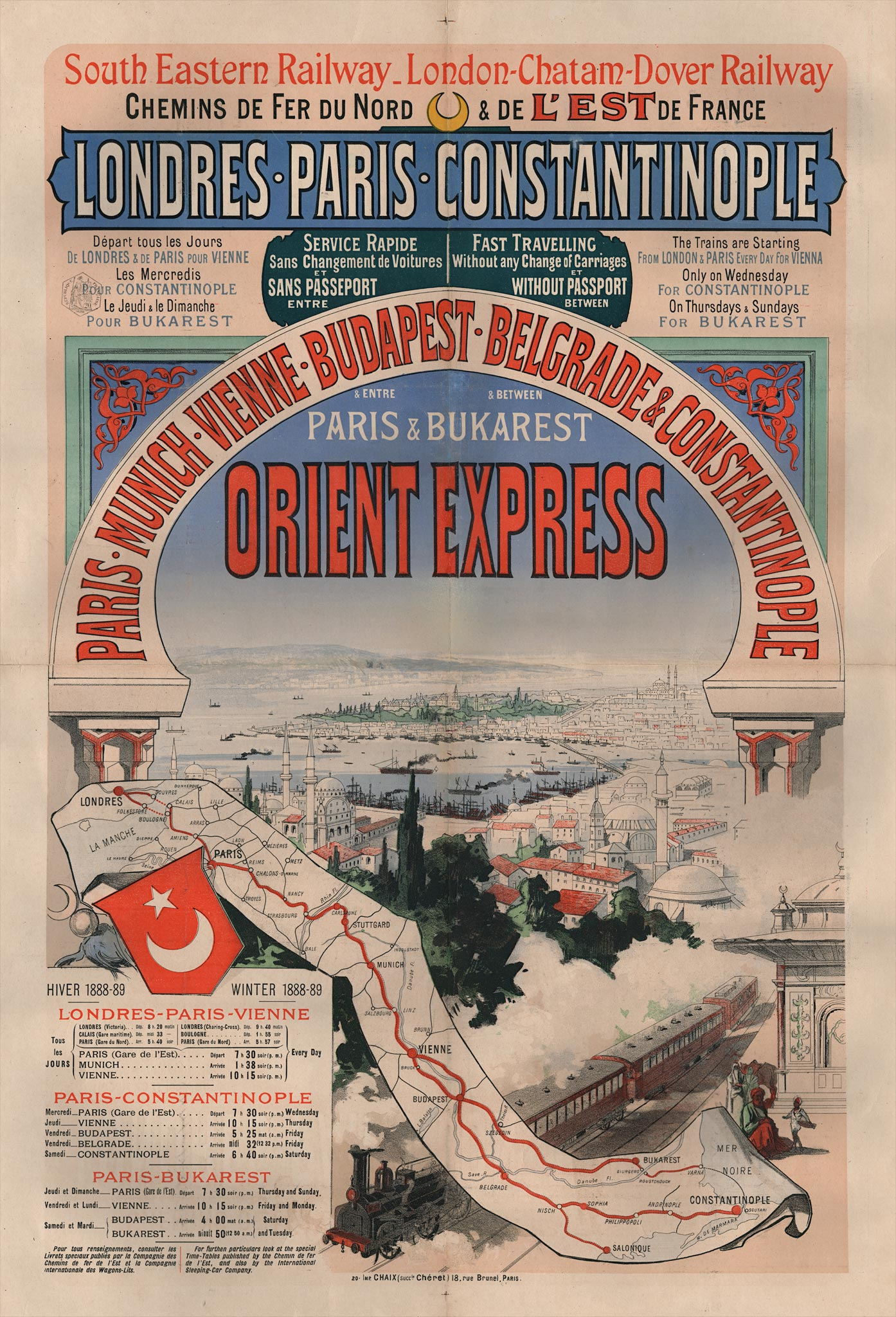
5 iunie: A fost pus în circulație primul tren Orient Express care a unit Parisul de Constantinopole

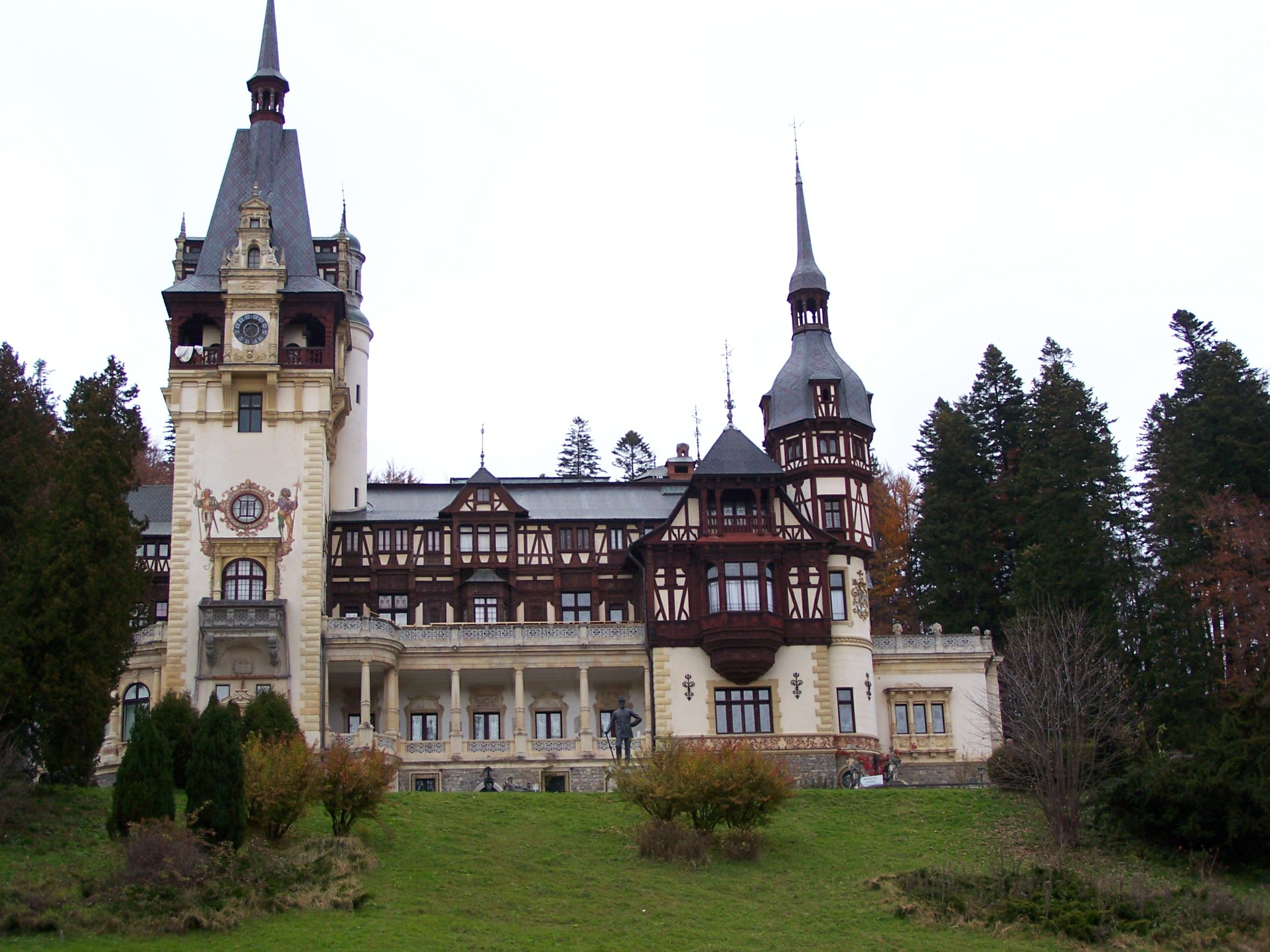
7 octombrie: Are loc inaugurarea Castelului Peleș.

### Februarie
- 13 februarie: Compozitorul german Richard Wagner moare în urma unui atac de cord la Veneția, Italia.

### Mai
- 24 mai: Podul Brooklyn se deschide pentru trafic după 13 ani de construcție.

### Iunie
- 5 iunie: Primul tren Orient Express a fost pus în circulație și a unit Parisul de Constantinopole prin Nancy - Strasbourg - München - Viena - Budapesta - Szeged - Jimbolia - Timișoara - Caransebeș - Vârciorova - Craiova - Piatra Olt - Pitești - București - Giurgiu - Smârdan (2.627 km).

### Iulie
- 5 iulie: Este inaugurată Statuia lui Ștefan cel Mare din Iași.
- 22 iulie: Regele zulu Cetshwayo kaMpande scapă cu viață la un atac al rebelilor.

### August
- 12 august: Ultimul Quagga (zebră) a murit într-o grădină zoologică din Amsterdam.
- 27 august: Explozia principală a erupției vulcanului Krakatau (Indonezia), considerată cea mai mare catastrofă naturală a mileniului.

### Octombrie
- 7 octombrie: Are loc inaugurarea Castelului Peleș.
- 30 octombrie: România aderă la Tripla Alianță. S-a aflat de această alianță abia după Primul Război Mondial. Tratatul însemna aservirea României Austro-Ungariei în primul rând, ceea ce excludea revendicarea Transilvaniei.

### Nedatate
- 1883-1898: Anglia reprimă răscoala din Sudan.
- A fost inaugurată Opera Metropolitan din New York, unul dintre centrele culturii muzicale mondiale. Cu acest prilej s-a interpretat opera Faust a compozitorului francez Charles Gounod.
- Antoni Gaudí începe să lucreze la Catedrala Sagrada Família din Barcelona.
- Bacteriologul german Robert Koch descoperă cholera bacillus.

## Arte, științe, literatură și filozofie
- 21 decembrie: Mihai Eminescu publică volumul Poesii, Editura Socec.
- aprilie: Luceafărul, de Mihai Eminescu, este publicat în Almanahul Societății Academice Social Literare, „România Jună” din Viena.
- Claude Monet pictează Doamna cu umbrelă.
- Ion Creangă publică Moș Ion Roată, Ion Roată și Cuza Vodă, Poveste și Moș Nichifor Coțcariul.
- Camillo Golgi descoperă așa-numitele celule Golgi⁠(d), un tip de celule din sistemul nervos.
- George Romanes⁠(d) a scris Animal Intelligence, prima lucrare de psihologie comparată⁠(d).
- Hermann Carl Vogel inventariază spectrele a 4051 de stele.[1]

## Nașteri
- 1 ianuarie: Aristide Blank, economist și finanțist român din perioada interbelică (d. 1960)
- 3 ianuarie: Clement Attlee, prim-ministru al Regatului Unit (1945-1951), (d. 1967)
- 6 ianuarie: Gibran Khalil Gibran, pictor, filosof și poet arab (d. 1931)
- 10 ianuarie: Maria Henrietta de Austria (d. 1956)
- 13 ianuarie: Prințul Arthur de Connaught, nepot al reginei Victoria (d. 1938)
- 14 ianuarie: Nina Ricci, creatoare franceză de modă (d. 1970)
- 18 februarie: Nicolae Dărăscu, pictor român (d. 1959)
- 23 februarie: Karl Jaspers, filosof german (d. 1969)
- 23 februarie: Adolf al II-lea, Prinț de Schaumburg-Lippe (d. 1936)
- 25 februarie: Prințesa Alice, Contesă de Athlone (d. 1981)
- 17 martie: Urmuz (n. Demetru Dem. Demetrescu-Buzău), autor român (d. 1923)
- 6 aprilie: Charlie Roberts, fotbalist (mijlocaș) englez (d. 1939)
- 9 mai: José Ortega y Gasset, filosof spaniol (d. 1955)

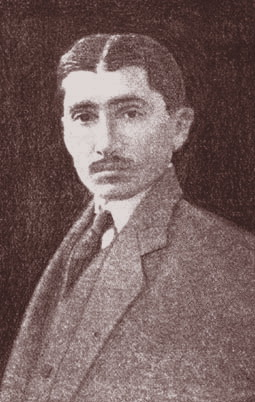
Urmuz, autor român
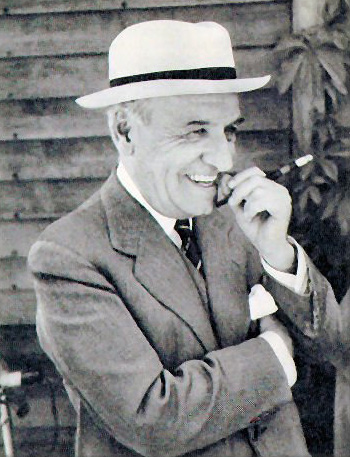
José Ortega y Gasset, filosof spaniol
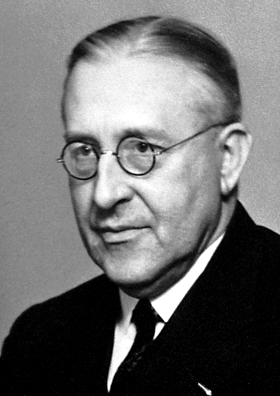
Victor Franz Hess, fizician austriac, laureat Nobel
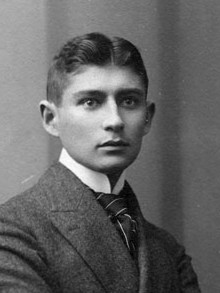
Franz Kafka, scriitor evreu de limbă germană

- 18 mai: Walter Gropius, arhitect german (d. 1969)
- 27 mai: Andor Adorján, scriitor, traducător și jurnalist maghiar (d. 1966?)
- 31 mai: Onisifor Ghibu, profesor român de pedagogie, membru al Academiei Române (d. 1972)
- 24 iunie: Victor Franz Hess, fizician austriac, laureat al Premiului Nobel (d. 1964)
- 3 iulie: Franz Kafka, scriitor evreu de limbă germană (d. 1924)
- 7 iulie: Prințul Eitel Friedrich al Prusiei, al doilea fiu al împăratului Wilhelm al II-lea al Germaniei (d. 1942)
- 19 iulie: Vladimir Maiakovski, poet rus (d. 1930)
- 29 iulie: Benito Mussolini (Il Duce), dictator al Italiei (1922-1943), (d. 1945)
- 19 august: Coco Chanel (n. Gabrielle Chanel), creatoare franceză de modă (d. 1971)
- 2 septembrie: Elisabeta Marie de Austria, nepoată a împăratului Franz Joseph al Austriei (d. 1963)
- 19 septembrie: Hjalmar Bergman, scriitor suedez (d. 1931)
- 28 octombrie: Prințul Felix de Bourbon-Parma (d. 1970)
- 22 noiembrie: Prințul Konrad de Bavaria, membru al casei regale bavareze de Wittelsbach (d. 1969)
- 24 noiembrie: Ștefan Ciobanu, istoric, academician și om politic român (d. 1950)
- 4 decembrie: Nicolae Cartojan, autor, biograf, cercetător literar, istoric literar, pedagog, publicist român (d. 1944)
- 26 decembrie: Maurice Utrillo, pictor francez (d. 1955)

## Decese
- 21 ianuarie: Prințul Carol al Prusiei (n. Friedrich Carl Alexander von Preußen), 81 ani (n. 1801)
- 13 februarie: Richard Wagner (n. Wilhelm Richard Wagner), 69 ani, compozitor german (n. 1813)
- 14 martie: Karl Marx (n. Karl Heinrich Marx), 64 ani, filosof german (n. 1818)
- 15 aprilie: Frederic Francisc al II-lea, Mare Duce de Mecklenburg, 60 ani (n. 1823)
- 16 aprilie: Carol al II-lea, Duce de Parma, 83 ani (n. 1799)

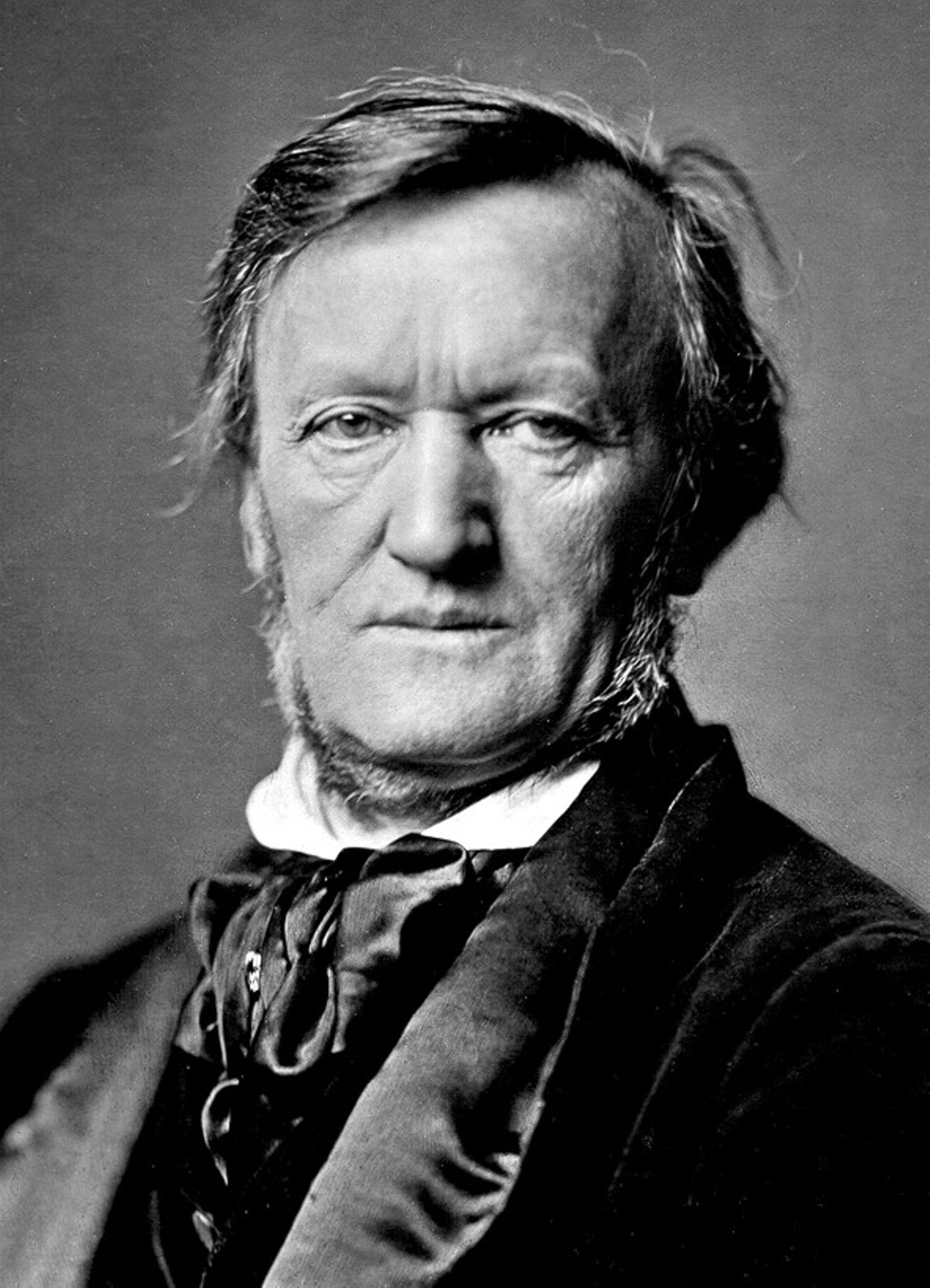
Richard Wagner, compozitor german
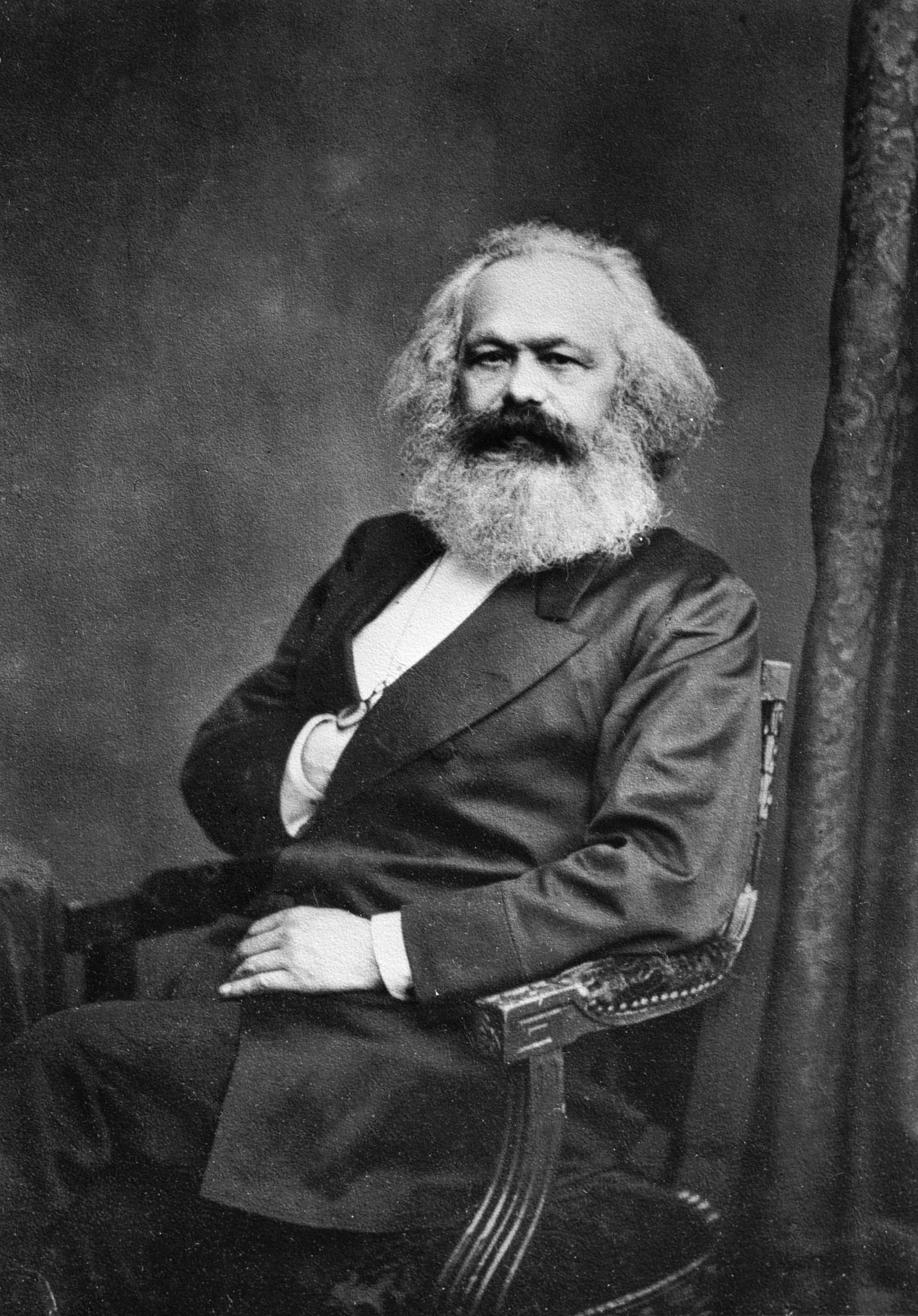
Karl Marx, filosof german
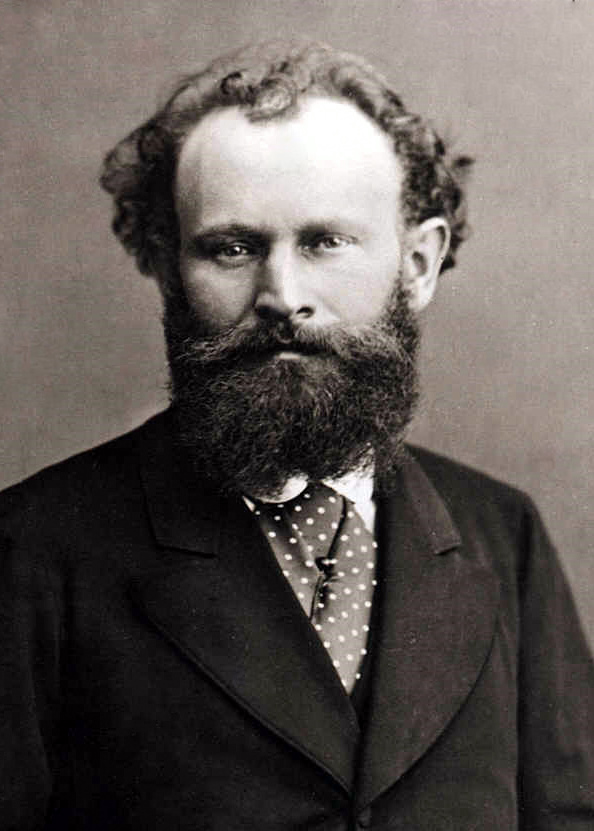
Édouard Manet, pictor francez
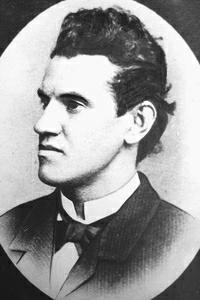
Ciprian Porumbescu, compozitor român

- 19 aprilie: Ducesa Therese Petrovna de Oldenburg (n. Therese Friederike Olga), 31 ani (n. 1852)
- 27 aprilie: Édouard Roche, 62 ani, astronom francez (n. 1820).
- 30 aprilie: Édouard Manet, 51 ani, pictor francez (n. 1832)
- 26 mai: Abd el-Kader, 74 ani, învățat arab, lider al luptei algeriene de eliberare națională (n. 1808)
- 29 mai: Prințesa Mariana a Țărilor de Jos (n. Wilhelmina Frederika Louise Charlotte Marianne), 73 ani (n. 1810)
- 6 iunie: Ciprian Porumbescu (n. Ciprian Gołębiowski), 29 ani, compozitor român (n. 1853)
- 24 august: Henri, conte de Chambord (n. Henri Charles Ferdinand Marie Dieudonné d'Artois, duc de Bordeaux), 62 ani (n. 1820)
- 3 septembrie: Ivan Turghenev, 64 ani, dramaturg rus (n. 1818)
- 16 septembrie: Franz Xavier Knapp, 74 ani, pictor român (n. 1809)
- 19 noiembrie: Carl Wilhelm Siemens, 60 ani, inginer britanic de origine germană (n. 1823)